# Katerine Savard
Katerine Savard (ur. 26 maja 1993 w Pont-Rouge) – kanadyjska pływaczka, specjalizująca się w stylu motylkowym i  dowolnym, medalistka igrzysk olimpijskich i mistrzyni świata na krótkim basenie (2016).

## Kariera pływacka
Była uczestniczką igrzysk olimpijskich w Londynie. W ich ramach wystąpiła w trzech konkurencjach – indywidualnie uczestniczyła w konkurencjach 100 oraz 200 m st. motylkowym, gdzie zajęła odpowiednio 16. i 19. pozycję, jak również była członkinią kanadyjskiej sztafety 4 × 100 m st. zmiennym, która zajęła 12. pozycję.
W 2013 roku na uniwersjadzie w Kazaniu zdobyła złoty medal na dystansie 100 m stylem motylkowym, z czasem 57,63 poprawiając rekord uniwersjady. W konkurencji 50 m stylem motylkowym uzyskała czas 26,05 i zajęła drugie miejsce.
Podczas mistrzostw świata w Barcelonie zajęła piąte miejsce na dystansie 100 m stylem motylkowym, a w eliminacjach z czasem 57,31 ustanowiła w tej konkurencji nowy rekord Kanady. Płynęła też w sztafecie 4 × 100 m stylem zmiennym, która zajęła siódme miejsce.
Rok później, na Igrzyskach Wspólnoty Narodów wywalczyła złoto na 100 m stylem motylkowym, ustanawiając nowy rekord igrzysk (57,40). Zdobyła także brązowy medal w sztafecie 4 × 100 m stylem zmiennym.
W trakcie igrzysk panamerykańskich w Toronto w 2015 roku wywalczyła trzy medale. Złoto zdobyła w sztafecie 4 × 100 m stylem dowolnym. Kanadyjki ustanowiły w tej konkurencji rekord zawodów. Oprócz tego wywalczyła brązowe medale na dystansie 100 m stylem motylkowym i w sztafecie kraulowej 4 × 200 m
W 2015 roku na mistrzostwach świata w Kazaniu z czasem 57,69 była piąta w konkurencji 100 m stylem motylkowym i zajęła 29. miejsce na 50 m tym samym stylem. Startowała też w sztafetach 4 × 100 m stylem dowolnym (5. miejsce) i 4 × 100 m stylem zmiennym (6. miejsce). W pierwszej z tych konkurencji Kanadyjki poprawiły rekord swojego kraju.
Podczas igrzysk olimpijskich w Rio de Janeiro zdobyła brązowy medal w sztafecie 4 × 200 m stylem dowolnym. Na dystansie 200 m stylem dowolnym w półfinale uzyskała czas 1:57,80 i nie udało jej się zakwalifikować do finału. Ostatecznie zajęła w tej konkurencji 15. miejsce.
Występowała na uniwersjadzie w Tajpej, gdzie otrzymała złoty medal w konkurencji sztafety 4 × 100 m st. dowolnym. W 2019 otrzymała trzy medale igrzysk panamerykańskich: srebrny w konkurencjach 4 × 200 m st. dowolnym i 4 × 100 m st. zmiennym oraz brązowy w konkurencji 4 × 100 m st. dowolnym.
W czasie igrzysk olimpijskich w Tokio rywalizowała z przeciwniczkami w trzech konkurencjach. W konkurencji 100 m st. motylkowym uplasowała się na 16. pozycji w tabeli końcowej, była także uczestniczką kanadyjskich sztafet w konkurencjach 4 × 200 m st. dowolnym i 4 × 100 m st. zmiennym, które zajęły odpowiednio 4. i 13. pozycję. Wystąpiła na mistrzostwach świata na basenie 25-metrowym w 2021 roku, gdzie udało się jej wywalczyć trzy złote medale, w konkurencji sztafet 4 × 50 m (szt. mieszana), 4 × 100 m i 4 × 200 m st. dowolnym oraz srebrny w konkurencji 4 × 100 m st. zmiennym. Rok później zaś została dwukrotną medalistką mistrzostw świata na basenie 50-metrowym (srebro w konkurencji 4 × 100 m st. dowolnym oraz brąz w konkurencji 4 × 200 m st. dowolnym). Wystąpiła na igrzyskach Wspólnoty Narodów w Birmingham, gdzie otrzymała dwa medale oraz na mistrzostwach świata na basenie 25-metrowym w Melbourne, gdzie z kolei otrzymała srebrny medal w konkurencji 4 × 200 m st. dowolnym oraz brązowe medale w konkurencjach 4 × 100 m st. dowolnym i  4 × 100 m st. zmiennym